# 対面通行
対面通行（たいめんつうこう）とは、往復方向に通行が行われる道路において、中央分離帯がないなど、車線が「道路の構造上、往復の方向別に分離されていない」状態をいう。一方通行である道路（上下が別々の道路として完全に分離されているもの等）は、対面通行ではない。
なお、本来対面通行でない区間において、道路の工事、点検や事故復旧のために期限を区切って、車線数を減じ、対面通行をさせることがある。

## 日本

二方向交通の警戒標識

中央分離帯は、第一種道路・第二種道路（以上自動車専用道路規格。ただし、第一種道路の一部には一般道路規格もある）と第三種第一級道路（一部自動車専用道路規格もある）には設置が義務づけられているが、高速道路のうち、整備途中である等の理由で、対面通行が行われていることがある。このほか、工事のために一時的に対面通行とする場合もある。
暫定2車線の高速道路等においては、片側1車線の対面通行であり、センターポールやワイヤーロープで中央分離帯の代用がなされている。2022年の鳥取県内の山陰道の例では、約80kmの区間でワイヤーロープに接触する事故が約100件発生している。これは正面衝突の危険回避からも不十分であると思われ、実際に死亡事故が発生している。事故に対しては対面交通を止めて正規の中央分離帯を設置すること、センターポールの設置間隔を狭め、また高さを高くするなどの対策が採られている。特に初期は追越禁止措置がなかったため、対面通行区間での追越による交通事故が頻発していた（中央自動車道など）。
また、高速自動車国道の本線車道のうち、対面通行でない区間と、それ以外の道路（具体的には、高速自動車国道の本線車道のうち対面通行の区間〈暫定2車線区間等〉や登坂車線・自動車専用道路・一般道路）とでは、最高速度や最低速度に関する規制が異なる。詳細は各項目を参照のこと。

## 韓国
韓国の高速道路では、緊急時に軍用機の滑走路に転用できる設計が部分的になされており、最初から中央分離帯を設けていない区間がある。